# Port Edward
Port Edward är en ort i Kanada.   Den ligger i North Coast Regional District och provinsen British Columbia, i den sydvästra delen av landet, 3 900 km väster om huvudstaden Ottawa. Port Edward ligger 26 meter över havet och antalet invånare är 544.
Terrängen runt Port Edward är huvudsakligen kuperad, men västerut är den platt. Havet är nära Port Edward åt sydväst.Närmaste större samhälle är Prince Rupert, 10,4 km norr om Port Edward. 
Trakten runt Port Edward är nära nog obefolkad, med mindre än två invånare per kvadratkilometer.